# Берлово (Курская область)
Берло́во — упразднённая деревня в Конышёвском районе Курской области. В настоящее время является западной частью села Рыжково.

## География
В настоящее время бывшая деревня Берлово является западной частью села Рыжково. Расположена на левом берегу реки Вабля, напротив деревни Орлянка.
Словарь Брокгауза и Ефрона в начале XX века так описывал местность вокруг деревни Берлово: «Местность очень высокая сравнительно с прилегающими с запада частями Дмитриевского уезда; высота от 110—118 саженей. Высота у Берлова 117,4 саженей. Как во всех окрестностях, здесь под наносными глинами лежат иноцерамовые надмеловые мергеля меловой системы с окаменелостями. Выше сильно развиты красно-бурые глины. Почва черноземная».

## История
Деревня была основана в 1692 году, когда по челобитной здесь получили поместья служилые люди Берловы, Важовы и Чунихины. По фамилии наиболее многочисленных первопоселенцев Берловых деревня и получила своё название. К этому времени по соседству уже существовало поместье братьев Александра и Лазаря Фёдоровчией Мезенцевых, которое также влилось в деревню Берлово.
В XVIII—XIX веках в Берлово жили исключительно лично свободные однодворцы — потомки служилых людей. Помещичьих крестьян здесь не было.
По данным 1-й ревизии 1719 года в деревне жили однодворцы Берловы (8 дворов), Житные, Мезенцевы, Чунихины (по 2 двора), Важовы, Жигулины и Селиховы (по 1 двору) — всего 169 однодворцев мужского пола в 17 дворах.
До 1779 года деревня входила в состав Курицкого стана Курского уезда. В 1779—1924 годах в составе Дмитриевского уезда Курской губернии.
По данным 10-й ревизии 1858 года в деревне жили однодворцы Берловы, Чунихины (по 6 дворов), Березуцкие, Важовы, Клёсовы, Листаферовы (по 1 двору) — всего 139 человек (64 мужского пола и 75 женского) в 16 дворах. В то время местные жители состояли в Важовском сельском обществе Фокинской казённой волости Дмитриевского уезда.
В 1862 году в казённой деревне Берловой при речке Верхняя Вабля было 20 дворов, проживало 146 человек (70 мужского пола и 76 женского).
В 1902 году в деревне проживало 232 человека (115 мужского пола и 117 женского). В то время деревня входила в состав Ваблинской волости Дмитриевского уезда.
Деревня была частью прихода Ахтырской церкви села Вабля.
С 1928 года в составе Конышёвского района. В 1937 году в деревне было 40 дворов.
Во время Великой Отечественной войны, с октября 1941 года по февраль 1943 года, деревня находилась в зоне немецкой оккупации.
По данным 1955 года Берлово — деревня Ваблинского сельсовета Конышёвского района.
Деревня Берлово была присоединена к селу Рыжково не позднее 1970-х годов.

## Персоналии
- Берлов, Иван Тихонович (1914—1987) — участник Великой Отечественной войны, полный кавалер Ордена Славы. Родился в деревне Берлово.